# Granges-sur-Aube
Granges-sur-Aube je francouzská obec v departementu Marne v regionu Grand Est. Žije zde 182 obyvatel.

## Geografie
Obec leží u hranic departementu Marne s departementem Aube. Přes území obce protéká řeka Aube.

### Sousední obce
| Růžice kompasu |         | Marsangis                |          | Růžice kompasu |
| Růžice kompasu | Anglure | Sever                    | Vouarces | Růžice kompasu |
| Růžice kompasu | Anglure | Granges-sur-Aube         | Vouarces | Růžice kompasu |
| Růžice kompasu | Anglure | Jih                      | Vouarces | Růžice kompasu |
| Růžice kompasu | Bagneux | Étrelles-sur-Aube (Aube) |          | Růžice kompasu |